# Doľany (district de Levoča)
Pour les articles homonymes, voir Doľany.
Doľany (allemand : Kontschan ,hongrois : Dolyán) est un village de Slovaquie situé dans la région de Prešov.

## Histoire
Première mention écrite du village en 1314.

## Démographie

### Évolution de la population
| Année:               | 1994. | 2004.    | 2014.    | 2024.    |
| -------------------- | ----- | -------- | -------- | -------- |
| Nombre de personnes: | 274   | 430      | 655      | 901      |
| Différence:          |       | +56,93 % | +52,32 % | +37,55 % |

| Année:               | 2023. | 2024.   |
| -------------------- | ----- | ------- |
| Nombre de personnes: | 865   | 901     |
| Différence:          |       | +4,16 % |